# Tác dụng của cà phê đối với sức khỏe

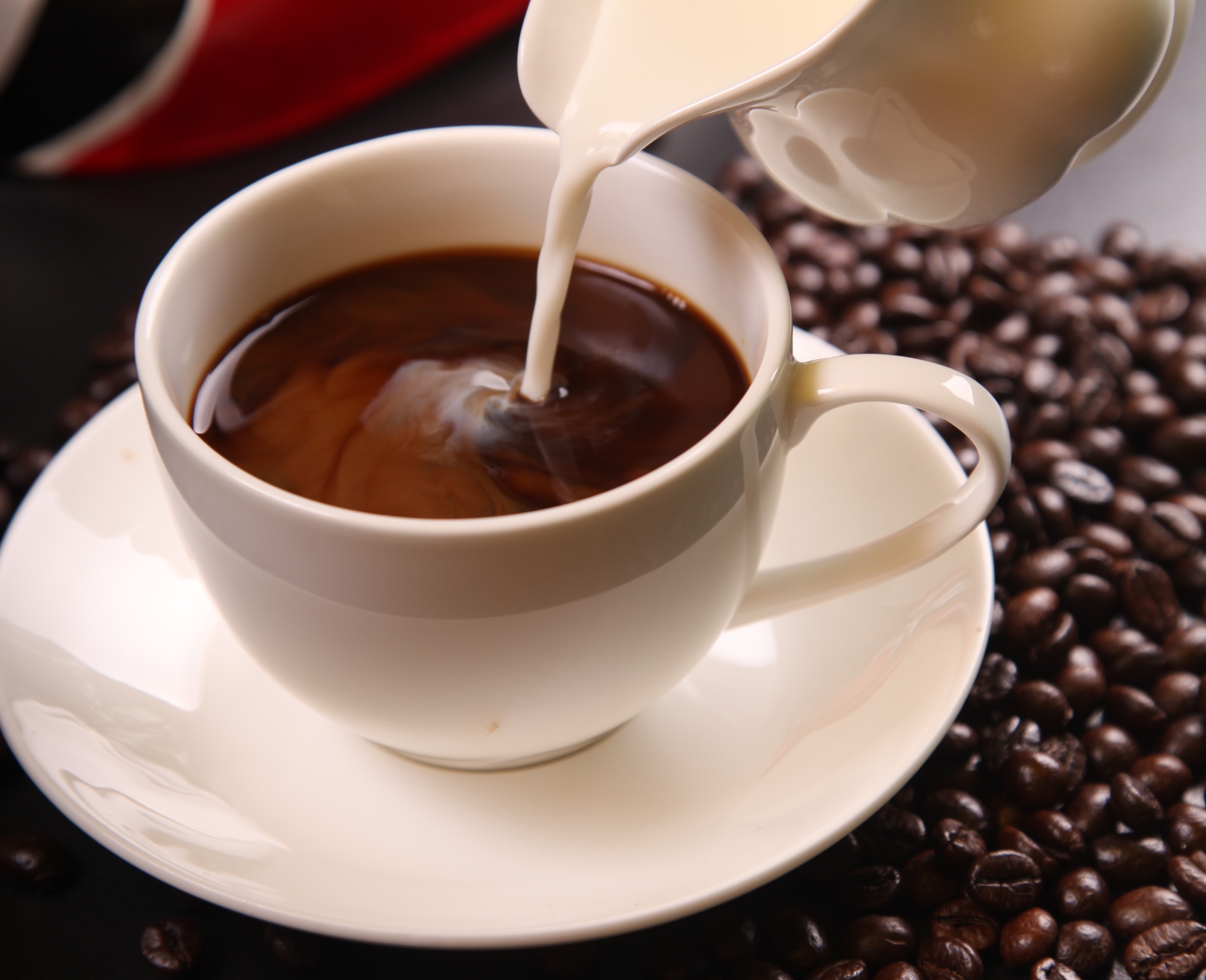
Một tách cà phê sữa, cà phê là thức uống phổ biến ngày nay, do vậy đã có nhiều nghiên cứu về tác động của cà phê đối với sức khỏe con người

Tác dụng của cà phê đối với sức khỏe (Health effects of coffee) là những đánh giá, nghiên cứu về sự tác động của cà phê lên sức khỏe của con người về mặt tốt và tiêu cực. Ảnh hưởng sức khỏe của cà phê bao gồm nhiều lợi ích sức khỏe và rủi ro cho sức khỏe. Cà phê là đồ uống đã được con người sử dụng từ rất lâu trong lịch sử. Ngày nay, cà phê các loại được xem là một thức uống phổ biến, hiện đại. Một đánh giá tổng hợp năm 2017 về các phân tích tổng hợp cho thấy uống cà phê nói chung là an toàn ở mức tiêu thụ thông thường và có nhiều khả năng cải thiện kết quả sức khỏe hơn là gây hại với liều lượng 3 hoặc 4 tách cà phê mỗi ngày.
Các trường hợp ngoại lệ bao gồm nguy cơ gia tăng có thể xảy ra ở phụ nữ bị gãy xương và nguy cơ gia tăng có thể xảy ra ở phụ nữ mang thai bị sảy thai hoặc giảm cân khi sinh. Kết quả rất phức tạp do chất lượng nghiên cứu kém và sự khác biệt về tuổi tác, giới tính, tình trạng sức khỏe và khẩu phần ăn. Cơ quan Quản lý Thực phẩm và Dược phẩm Hoa Kỳ (FDA) khuyến cáo, không nên sử dụng quá 400 mg caffeine mỗi ngày tương đương khoảng 4-5 tách cà phê, mỗi tách 240ml. Uống cà phê là thói quen của rất nhiều người. Cà phê đơn thuần không chỉ để giải khát mà còn là thức uống giúp nhiều người làm việc hiệu quả hơn.

## Các nghiên cứu

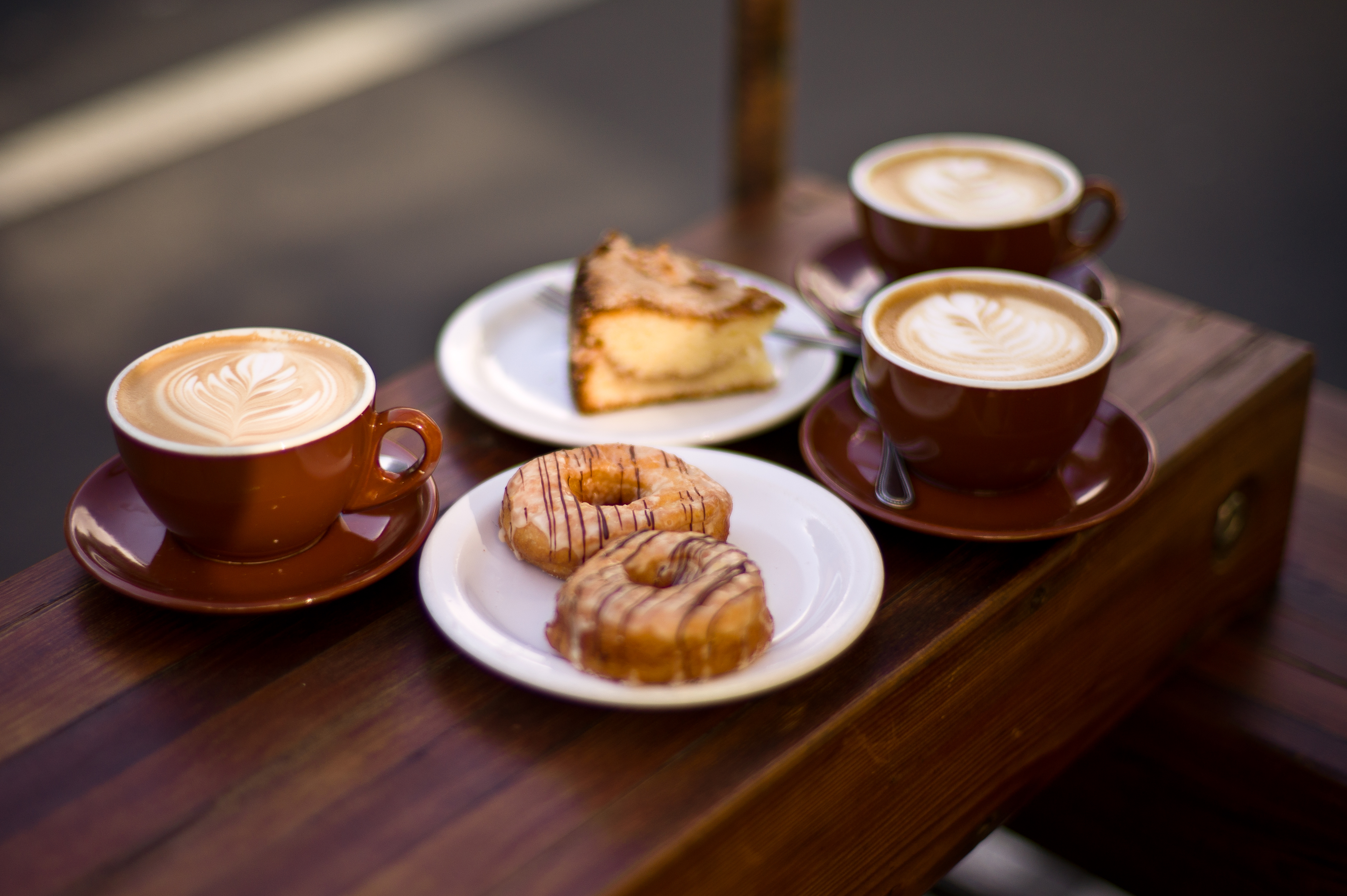
Cà phê và bữa sáng ở California

Cà phê mang lại nhiều lợi ích cho sức khỏe

Một đánh giá năm 1999 cho thấy rằng cà phê không gây khó tiêu, nhưng có thể làm tăng nguy cơ bị chứng trào ngược dạ dày. Hai đánh giá về các nghiên cứu lâm sàng trên những người hồi phục sau phẫu thuật bụng, đại trực tràng và phụ khoa cho thấy rằng uống cà phê vẫn an toàn và hiệu quả để tăng cường chức năng tiêu hóa sau phẫu thuật. Vào năm 2012, Viện Y tế Quốc gia– Khoa Nghiên cứu về Chế độ ăn uống và Sức khỏe AARP cho thấy rằng uống nhiều cà phê hơn có liên quan đến nguy cơ tử vong thấp hơn và những người uống bất kỳ loại cà phê nào sống lâu hơn những người không uống.
Một phân tích tổng hợp năm 2014 cho thấy rằng uống cà phê (4 cốc/ngày) có liên quan tỷ lệ nghịch với tỷ lệ tử vong do mọi nguyên nhân (nguy cơ thấp hơn 16%), cũng như tỷ lệ tử vong bệnh tim mạch cụ thể (21% giảm nguy cơ khi uống 3 cốc/ngày), nhưng không giảm tỷ lệ tử vong do ung thư ngoại trừ tỷ lệ tử vong do ung thư miệng. Các phân tích tổng hợp bổ sung đã chứng thực những phát hiện này, cho thấy rằng mức tiêu thụ cà phê cao hơn (2-4 tách mỗi ngày) có liên quan đến việc giảm nguy cơ tử vong do tất cả các nguyên nhân gây bệnh. Mối liên quan giữa việc uống cà phê với việc giảm nguy cơ tử vong từ nhiều nguồn khác nhau đã được xác nhận bởi một nghiên cứu đoàn hệ tương lai được trích dẫn rộng rãi ở 10 quốc gia châu Âu vào năm 2017.
Uống cà phê vừa phải không phải là một yếu tố nguy cơ đối với bệnh tim mạch vành. Một phân tích tổng hợp năm 2012 đã kết luận rằng những người uống một lượng cà phê vừa phải có tỷ lệ suy tim thấp hơn, tác dụng lớn nhất được tìm thấy ở những người uống hơn 4 cốc mỗi ngày. Một phân tích tổng hợp năm 2014 đã kết luận rằng bệnh tim mạch, chẳng hạn như bệnh động mạch vành và đột quỵ, ít xảy ra hơn nếu uống từ 3 đến 5 tách cà phê không chứa caffein mỗi ngày, nhưng có nhiều khả năng hơn nếu uống trên 5 tách mỗi ngày. Một phân tích tổng hợp năm 2016 cho thấy rằng uống cà phê có liên quan đến việc giảm nguy cơ tử vong ở những bệnh nhân bị nhồi máu cơ tim.
Ảnh hưởng của việc không uống hoặc uống cà phê vừa phải hàng ngày đối với nguy cơ phát triển tăng huyết áp đã được đánh giá trong một số đánh giá trong thế kỷ 21. Một đánh giá năm 2019 cho thấy rằng uống một đến hai cốc mỗi ngày không ảnh hưởng đến nguy cơ tăng huyết áp, trong khi uống ba cốc trở lên mỗi ngày làm giảm nguy cơ này một phát hiện phù hợp với phân tích năm 2017 cho thấy nguy cơ tăng huyết áp thấp hơn 9% khi tiêu thụ lâu dài tới bảy tách cà phê mỗi ngày. Một đánh giá khác vào năm 2018 cho thấy nguy cơ tăng huyết áp đã giảm 2% với mỗi người uống một tách cà phê mỗi ngày lên đến 8 tách mỗi ngày, so với những người không uống cà phê. Ngược lại, một đánh giá năm 2011 đã phát hiện ra rằng uống một đến ba tách cà phê mỗi ngày có thể làm tăng nhẹ nguy cơ mắc bệnh tăng huyết áp.

## Tác dụng

### Tích cực

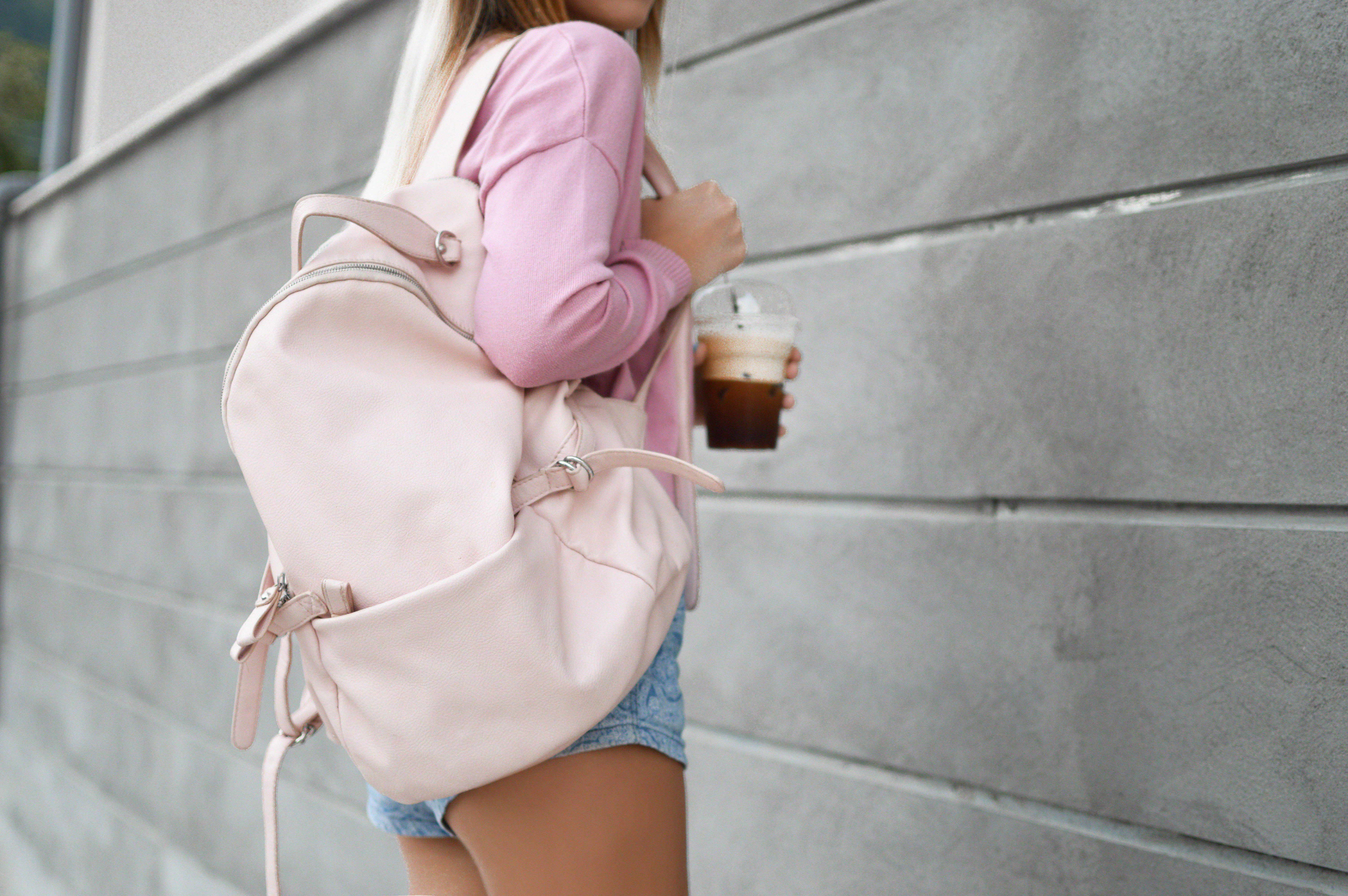
Một bạn trẻ đang cầm cốc cà phê, đây là hình ảnh thường thấy trong các đô thị ở xã hội hiện đại ngày nay

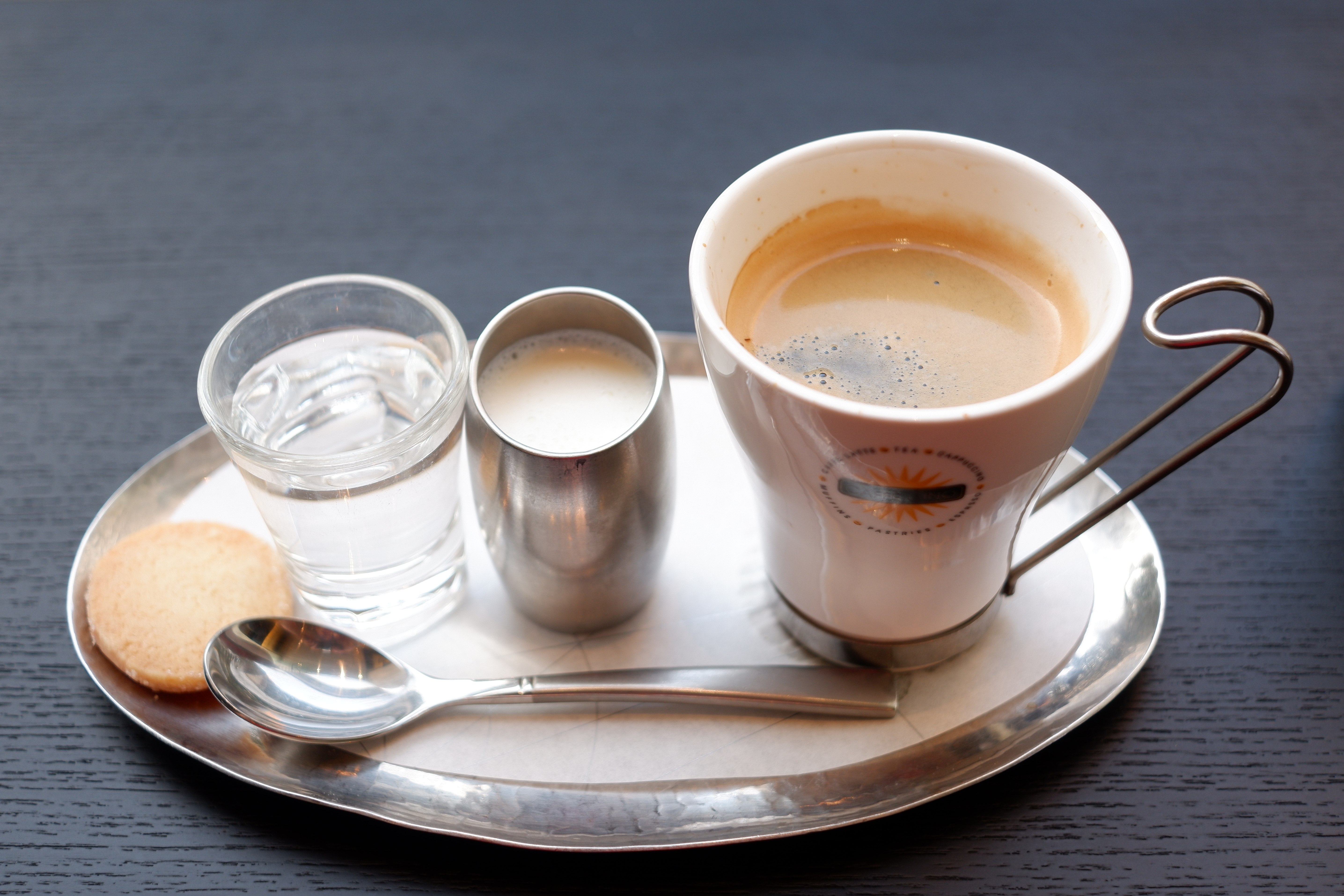
Một khay đựng cà phê với các món cà phê sữa, sữa tươi để chế thêm, nước lọc và bánh quy

Một số nghiên cứu cho thấy chất caffeine có trong cà phê giúp tăng tỉ lệ trao đổi chất trong cơ thể từ 3 đến 11%, caffeine giúp làm tăng quá trình đốt cháy chất béo ở những người béo phì lên đến 10% và 29% đối với những người gầy do đó sẽ thiện hiệu suất thể chất. Các nghiên cứu quan sát thấy rằng những người uống nhiều cà phê mỗi người có nguy cơ mắc bệnh này thấp hơn 23–50% so với những người không uống. Cà phê có liên quan đến việc tăng khả năng bảo vệ của cơ thể chống lại hai loại ung thư gan và ung thư đại trực tràng. Các nghiên cứu cho thấy những người uống cà phê có nguy cơ ung thư gan thấp hơn tới 40% so với những khác. Tương tự một nghiên cứu trên 489.706 người cho thấy, những ai uống 4-5 cốc cà phê mỗi ngày, có nguy cơ ung thư đại trực tràng thấp hơn 15%.
Một nghiên cứu khác dựa trên cuộc khảo sát ở 457.922 người, cho thấy việc uống mỗi tách cà phê hàng ngày có liên quan đến việc giảm 7% nguy cơ mắc bệnh tiểu đường type 2, những phụ nữ uống cà phê có thể giúp chống lại sự phát triển của bệnh tiểu đường loại 2. Những người uống cà phê chứa caffein ít có nguy cơ mắc bệnh tiểu đường loại 2 hơn so với những người không uống cà phê chứa caffein. Trung bình, những người uống 1 tách cà phê mỗi ngày có nguy cơ mắc bệnh tiểu đường thấp hơn 9%. Những người uống 2-3 tách mỗi ngày có nguy cơ mắc bệnh tiểu đường thấp hơn 17%, kết quả cho thấy những người uống 4 tách cà phê mỗi ngày đã giảm đến 54% nguy cơ mắc bệnh tiểu đường nên đối với những phụ nữ có tiền sử mắc bệnh tiểu đường thai kỳ, uống cà phê chứa caffein có thể làm giảm nguy cơ phát triển bệnh tiểu đường loại 2.
Trong một nghiên cứu của Đại học Harvard từng được công bố, những phụ nữ uống 4 cốc cà phê trở lên mỗi ngày có nguy cơ bị trầm cảm thấp hơn người khác 20%. Một nghiên cứu khác trên 208.424 người cho thấy những người uống 4 cốc trở lên mỗi ngày có nguy cơ tử vong do tự tử thấp hơn 53%. Có nghiên cứu cho thấy việc uống cà phê có liên quan đến việc giảm 20% nguy cơ tử vong ở nam giới và giảm 26% nguy cơ tử vong ở phụ nữ, trong độ tuổi từ 18 đến 24. Tác dụng này đặc biệt mạnh ở những người mắc bệnh tiểu đường type 2. Trong một nghiên cứu kéo dài 20 năm, những người mắc bệnh tiểu đường uống cà phê có nguy cơ tử vong thấp hơn 30%. Theo nghiên cứu, những người hay uống cà phê có ít nguy cơ mắc Alzheimer đến 65%. Tỉ lệ này đối với bệnh Parkinson là từ 32 đến 60%.

### Rủi ro

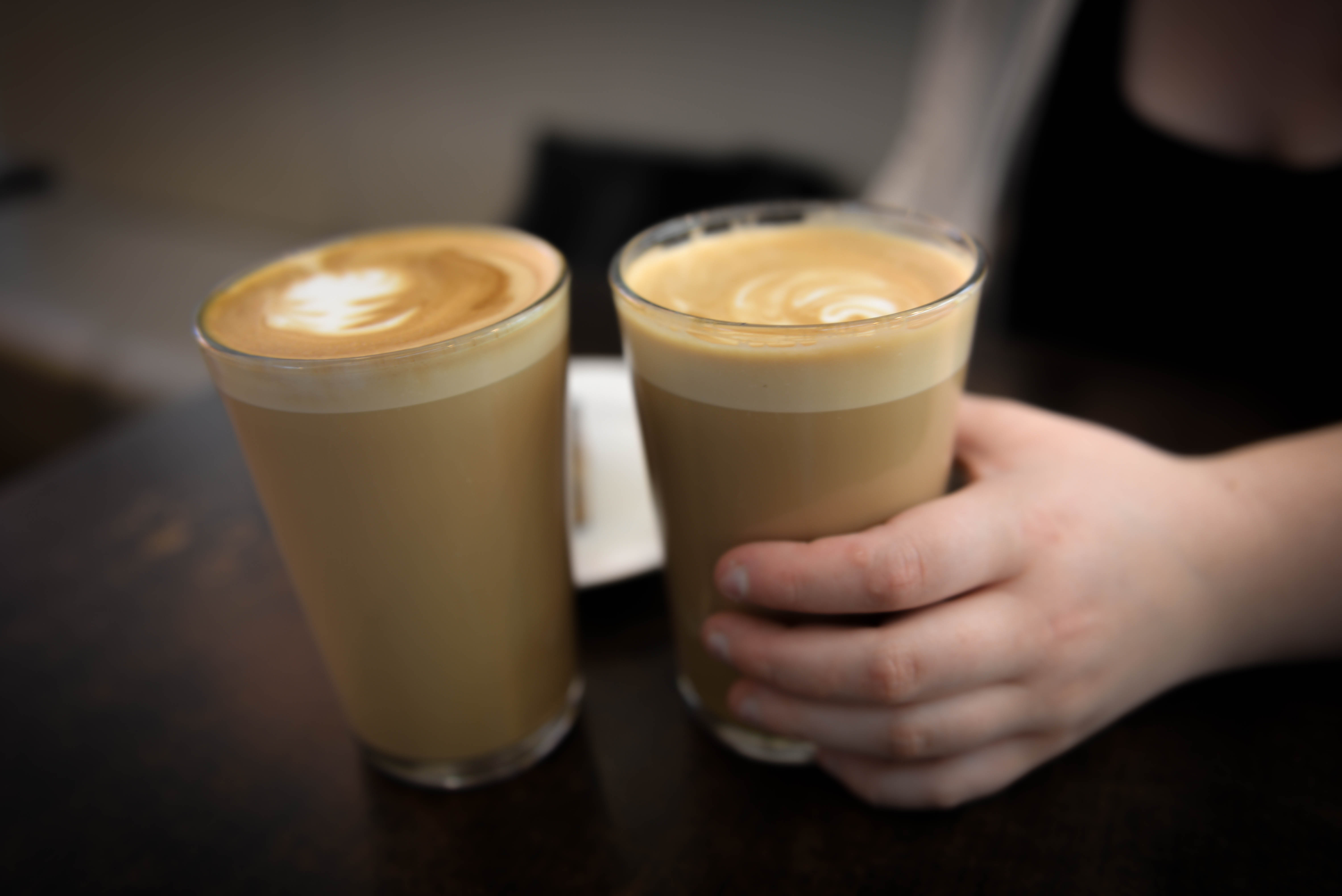
Có những khuyến cáo nên hạn chế cho thêm kem vào ly cà phê

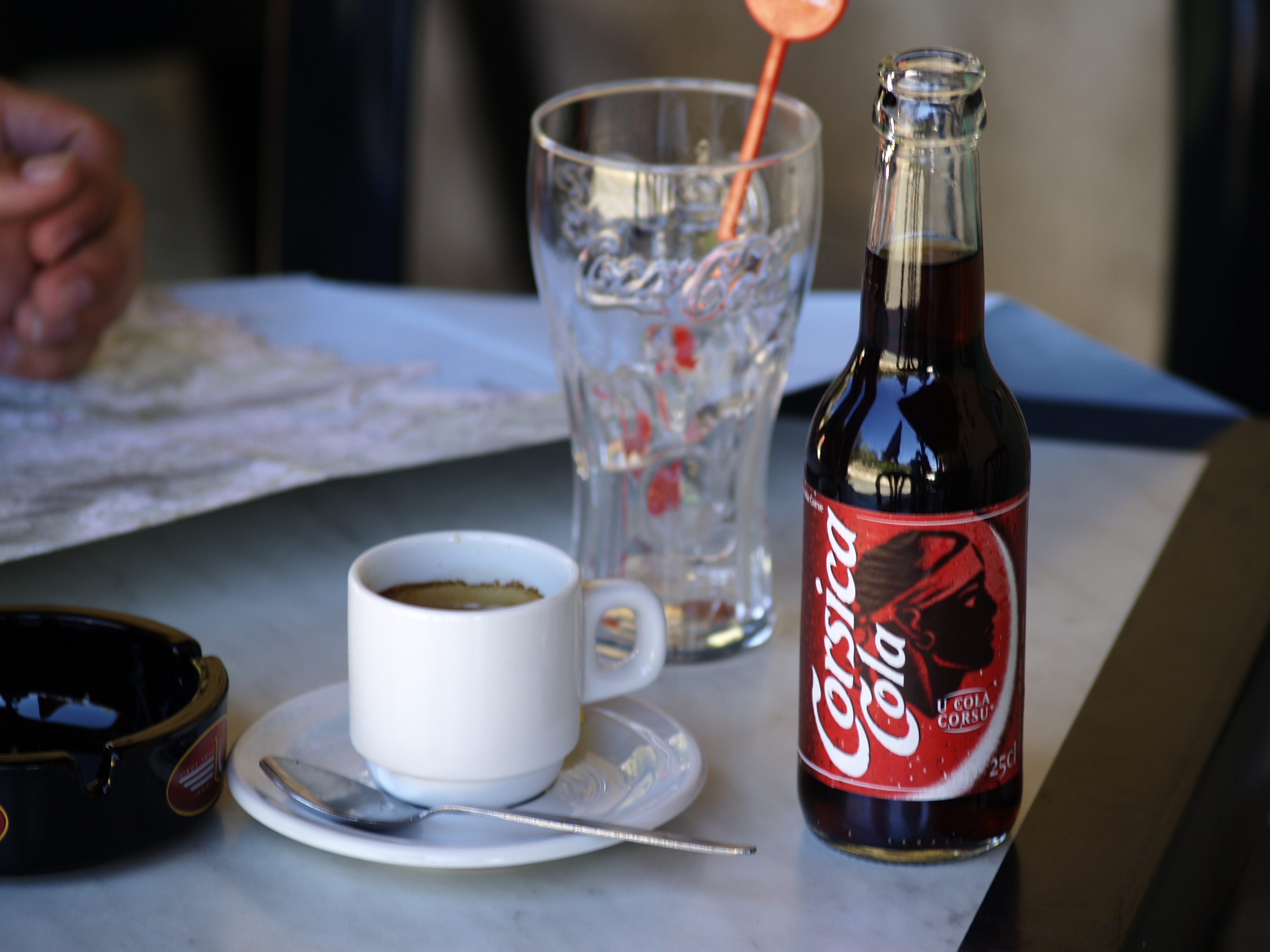
Cà phê và nước ngọt

Cà phê mang lại nhiều lợi ích sức khỏe nhưng nếu dùng quá mức có thể để lại những tác hại tiêu cực. Cà phê có chứa caffeine có thể gây ra chứng mất ngủ, căng thẳng và bồn chồn. Uống nhiều cà phê sẽ thúc đẩy việc tăng sản xuất các hormone căng thẳng như  cortisol, epinephrine và norepinephrine. Những hóa chất này làm tăng nhịp tim, huyết áp và căng thẳng. Tiêu thụ caffeine có thể làm tăng huyết áp ở những người đã bị cao huyết áp. Nhiều axit được tìm thấy trong hạt cà phê có thể gây kích ứng dạ dày và niêm mạc ruột non. Uống cà phê khi dạ dày trống rỗng có thể kích thích dạ dày tăng tiết axit. Uống cà phê cũng có thể gây kích ứng niêm mạc ruột non, gây tiêu chảy, gây hội chứng ruột kích thích. Trào ngược axit và ợ nóng có thể được gây ra bởi cà phê do cách nó làm giãn cơ vòng thực quản dưới. Uống cà phê không lọc có thể làm tăng cholesterol trong máu làm tăng nguy cơ phát triển bệnh tim và uống nhiều hơn 5 cốc cà phê mỗi ngày có thể không an toàn cho người bị bệnh tim.
Nếu như lạm dụng cà phê sẽ ảnh hưởng đến tình trạng sức khỏe cũng như tinh thần. Việc uống quá nhiều cà phê, làm cho cơ thể hấp thụ lượng lớn caffeine, gây ra tình trạng lo lắng và bồn chồn, thở nhanh, tăng mức độ căng thẳng, nếu tiêu thụ quá nhiều caffeine sẽ gây ra tác dụng ngược khiến cơ thể mệt mỏi hơn, tiêu thụ với lượng lớn caffeine, sẽ trở thành nguyên nhân gây mất ngủ. Có thể bị giảm testosterone vì uống cà phê với những người cao tuổi ít có ham muốn tình dục. Lạm dụng cà phê quá nhiều nó sẽ ảnh hưởng đến tuyến thượng thận ảnh hưởng đến cả hệ thống tiêu hóa. Trong cà phê có nồng độ pH khá thấp, nếu uống nhiều, axit vào cơ thể nhiều sẽ dẫn tới các phản ứng không tốt cho dạ dày, gây cảm giác khó chịu, đau bụng, khó tiêu, nếu uống cà phê nhiều và liên tục nó có thể dẫn tới các bệnh như viêm, loét dạ dày, nếu dùng quá nhiều cà phê sẽ gây ra tác dụng ngược lại, gây trở ngại đến chức năng gan. Uống cà phê có chứa caffeine có thể làm tăng lượng canxi được đưa ra ngoài qua nước tiểu, dẫn đến suy yếu xương.
Uống một tách cà phê trước khi ngủ trưa cũng có thể giúp trở lại với công việc buổi chiều nhanh hơn mà không uể oải, buồn ngủ. Người ta có thể gặp phải những tác dụng phụ trong vài ngày đầu sau khi ngừng sử dụng cà phê với các triệu chứng như đau đầu, mệt mỏi, khó chịu và khó tập trung khi không sử dụng cà phê. Đặc biệt, đau đầu là một trong những triệu chứng phổ biến nhất, có thể kéo dài vài ngày đến một tuần vì caffein khiến các mạch máu trong não bị co lại, nên khi ngưng cà phê sẽ khiến các mạch máu mở rộng và lưu lượng máu tăng nhanh. Áp lực tăng thêm này gây ra cơn đau đầu. Khi bỏ caffein, một trong những lợi ích lớn nhất là ngủ ngon hơn. Caffein có thể làm tăng cảm giác lo lắng, vì vậy ngưng cà phê có thể giúp giảm bớt những cảm giác này, người mắc chứng rối loạn lo âu nên bỏ caffeine để bớt lo lắng. Đối với người bị ợ chua, bỏ caffein có thể cải thiện đáng kể các triệu chứng. Bởi vì caffein làm giãn cơ vòng thực quản dưới, cho phép axit dạ dày trào ngược lên thực quản và gây ra chứng ợ chua.

## Cách sử dụng

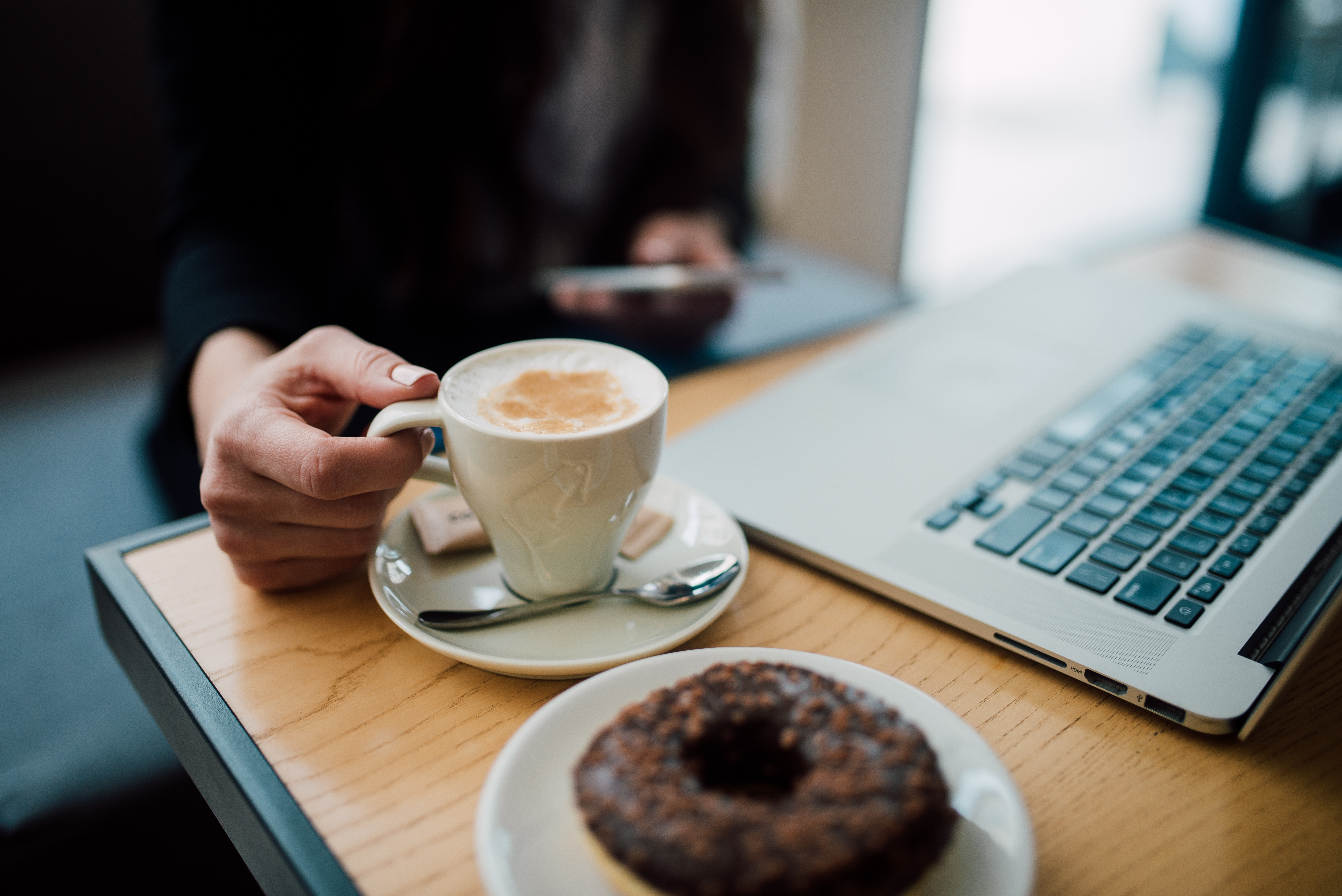
Một tách cà phê vào bữa sáng là cách bắt đầu công việc hiệu quả

Có những khảo sát cho thấy ở những người sống thọ thì có thói quen ăn bữa sáng đầy đủ và nhâm nhi tách cà phê, ly cà phê thứ hai cho buổi sáng, thậm chí uống tới 2-3 tách cà phê đen không đường mỗi ngày. Việc uống cà phê vào buổi sáng là một lụa chọn tích cực đem lại nhiều lợi ích, một tách cà phê vào buổi sáng giúp tỉnh táo và hoạt bát hơn vì caffeine trực tiếp kích thích tủy sống và vỏ não, do đó khiến cảm thấy tỉnh táo. Nó cũng kích thích và kích hoạt các cơn co thắt trong ruột, thúc đẩy bài tiết, nếu thấy hơi táo bón, hãy uống một tách cà phê, uống một tách cà phê trước khi tập thể dục giúp kéo dài thời gian tập luyện. Sau bữa sáng, nhiều người bắt đầu ngày mới bằng cách thưởng thức một tách cà phê giúp cải thiện sự tập trung, mang lại nhiều lợi ích với sức khỏe tổng quát.
Nhiều người có thói quen bắt đầu ngày mới bằng 1 ly cà phê ngay sau khi thức dậy nhưng cũng có ý kiến cho rằng nên lùi thời điểm uống cà phê đến giữa buổi sáng, thời điểm thích hợp hơn là vài giờ sau khi thức dậy, từ khoảng 9 -11 giờ. Không nên uống cà phê trong hoặc ngay sau bữa ăn, uống cà phê khi dạ dày rỗng cũng ảnh hưởng tiêu cực đến nồng độ cortisol và đường huyết, ngoài ra, cà phê có tác dụng phụ là gây mất ngủ nên hạn chế uống cà phê quá muộn. Uống cà phê đúng cách sẽ tốt cho sức khỏe nhưng phải giảm lượng đường pha với cà phê, tránh thêm kem nhân tạo và hạn chế lượng sữa đặc pha với cà phê để tránh tăng mỡ máu. Các loại cà phê pha bằng máy tự động thường loãng hơn nhiều so với cà phê pha bằng phin có khi đến 5-6 lần, nghĩa là 6 ly cà phê loãng này chỉ bằng một tách cà phê phin. Nếu nghiện cà phê đậm đặc, cũng không nên vượt quá 2 ly (đậm đặc) mỗi ngày. Nên dùng cà phê sạch, cà phê pha trộn thường sẽ kèm theo những hoạt chất có hại. Không uống caffeine sau 2 giờ chiều, uống cà phê vào cuối ngày có thể cản trở giấc ngủ.